# Championnat NCAA féminin de hockey sur glace
 (juillet 2023).
Les normes d'accessibilité du Web doivent être respectées sur les articles liés au hockey sur glace.
Les articles possédant ce bandeau sont listés dans la catégorie:Article hockey sur glace non accessible.
Les points d'amélioration suivants sont les cas les plus fréquents :
- Tableaux de données : utiliser les modèles préformatés déjà disponibles ou consulter l'aide ;
- Listes à puces : les listes à puces sont créées grâces aux astérisques. Il ne doit pas y avoir de ligne vide entre deux astérisques ;
- Langue : tout changement de langue doit être signalé grâce au modèle {{langue}} ou au paramètrelangue=quand le modèle {{Lien web}} est utilisé dans les références ;
- Alternative textuelle : toute image doit être accompagnée d'une description sommaire (à ne pas confondre avec la légende).

Voir aussi Wikipédia:Atelier accessibilité/Bonnes pratiques.
Nota : ce bandeau ne concerne pas les problèmes d'accessibilité dus aux modèles utilisés.
Le championnat NCAA féminin de hockey sur glace – en langue anglaise National Collegiate Women's Ice Hockey Championship – est le championnat universitaire de hockey féminin parrainée par la National Collegiate Athletic Association aux États-Unis. Ce championnat existe depuis la saison 2000-2001 et regroupe les équipes universitaires de la division I et de la division III de la NCAA. Le hockey féminin universitaire américain ne possède pas d'équipes dans la division II . La compétition masculine est organisé sur le même format.
Cette compétition est considérée comme le deuxième niveau dans la pyramide de hockey féminin nord-américain, en dessous des Ligue canadienne de hockey féminin (LCHF) et Ligue nationale de hockey féminin (LNHF) qui sont professionnelles.

## Histoire du championnat
En 1978, les universités tombent sous le coup de la loi Titre IX : un texte de loi voté au Congrès en 1972 et qui interdit toute discrimination faite aux femmes dans les programmes scolaires financés par le gouvernement fédéral américain.
L'application du Titre IX prévoit que les joueuses de hockey féminin reçoivent autant de financement, de temps de jeu et d'entraînement supervisé que les joueurs masculins. Or il y a des résistances dans la NCAA et le Championnat NCAA de hockey sur glace féminin ne débute que lors de la saison 2001-2002. Mais plusieurs équipes féminines universitaires sont fondées dès le début des années 1970.
Ainsi les premières équipes sont créées à l'université du Minnesota-Duluth, à l'université Brown, à l'université du New Hampshire, à l'université Cornell et dans la Ivy League (groupe d'universités privées) . L'université de Chicago aligne les premières joueuses afro-américaines de hockey sur glace. À ces universités américaines s'ajoutent quelques universités du centre du Canada comme l'université du Manitoba, l'université de Winnipeg et l'université de la Saskatchewan.
En 1976, l'université Brown est l'hôte de la Ivy League. Les autres universités concurrentes sont Cornell, Princeton et Yale. Le Big Red de Cornell gagne le tournoi.
L'équipe féminine de hockey de l'université du Minnesota-Duluth a cependant une longueur d'avance sur toutes les autres ayant été fondée quelques années plus tôt avec un bassin impressionnant de joueuses. Le premier tournoi féminin universitaire d'Amérique du Nord est organisé en 1978 à l'université du Minnesota-Duluth . L’université du Minnesota remporte même le titre de championne dans ce premier tournoi continental. Le tournoi grandit d'année en année et la compétition gagne de nouvelles équipes dans les universités (Big Green de Dartmouth College en 1978, Crimson d'Harvard en 1978-79, Tigers de Princeton en novembre 1979). Au début des années 1980, le hockey féminin continue à croître et à se faire accepter dans les clubs omnisports universitaires. En 1984, les Friars de Providence remportent le championnat inaugural de la nouvelle Eastern College Athletic Concurrence Women’s. Cependant après tous ces progrès, une université en Pennsylvanie tente en 1984 de faire dérailler le Titre IX. Les responsables de l'université refusent de signer une déclaration de conformité du Titre IX et contestent en cour de justice. La Cour suprême tranche en 1992 et statut que les plaignantes peuvent demander des dommages compensatoires aux universités en vertu du Titre IX si la discrimination est intentionnelle. En conséquence, devant des poursuites éventuelles, une plus grande variété de sports sont ajoutés pour les étudiantes dans les universités y compris le hockey sur glace. La NCAA mène de son côté en 1992 une vaste étude sur l'équité entre étudiants hommes et femmes dans les sports. Le 21 mars 1994, l'État du Minnesota sanctionne la loi sur les ligues féminines de hockey sur glace comme un sport scolaire, ceci rend le Minnesota le premier État américain à reconnaître le hockey féminin dans les institutions scolaires y compris dans les universités et collèges.
En 1997-1998, la American Women's College Hockey Alliance (AWCHA) fait ses débuts. C'est un programme financé par le Comité olympique des États-Unis et par la Conférence Grant NCAA. La saison 1997-1998 voit aussi la création du Trophée Patty Kazmaier , conçue pour reconnaître la joueuse universitaire la plus remarquable dans chaque saison universitaire dont la première récipiendaire est Brandy Fisher (en) de l'université du New Hampshire.
La AWCHA organise plusieurs compétitions avec des équipes féminines universitaires dans le sport du hockey sur glace. Le premier championnat de hockey sur glace AWCHA a lieu en mars 1998 : lors de la finale les Wildcats du New Hampshire battent les Brown Bears par un score 4-1, pour devenir les premières championnes nationales reconnues dans le hockey féminin universitaire américain. En 1998-1999, le Crimson d'Harvard termine sa saison avec une fiche de 33 victoires et 1 seule défaite. L'équipe remporte le championnat national AWCHA. En 1999-2000, ce sont les Bulldogs de Minnesota-Duluth qui triomphent et sont championnes nationales AWCHA.
Durant la saison 1999-2000, la Western Collegiate Hockey Association (WCHA) rejoint l'Eastern College Athletic Conference (ECAC) pour tenter de créer une ligue féminine universitaire nationale américaine. Vingt-deux d'équipes sont contactées. En août 2000, la NCAA annonce qu'elle mettra sur pied une division nationale de hockey sur glace féminin avec un championnat national à la fin de chaque saison. La première saison a lieu de l'automne 2000 au printemps 2001. Le 25 mars 2001, les Bulldogs de Minnesota-Duluth remportent le premier Championnat féminin de NCAA Division I défaisant 4-2 les Skating Saints de l'Université St. Lawrence.
En septembre 2019, le championnat féminin accueille une nouvelle conférences en Division I : la New England Women's Hockey Alliance (en) (NEWHA) comprenant 6 équipes .
Peu de temps après la saison 2023-2024, College Hockey America a fusionné avec l'Atlantic Hockey Association, réservée aux hommes, pour former Atlantic Hockey America (en).

## Fonctionnement de la Division I

### Les conférences et équipes
| Atlantic Hockey America (en) (AHA) | Western Collegiate Hockey Association (WCHA) |
| --- | --- |
| - Lions de Lindenwood (en) - Lakers de Mercyhurst (en) - Nittany Lions de Penn State - Tigers de RIT (en) - Colonials de Robert Morris - Orange de Syracuse | - Beavers de Bemidji State (en) - Golden Gophers du Minnesota - Bulldogs de Minnesota-Duluth - Mavericks de Minnesota State (en) - Buckeyes d'Ohio State - Huskies de St. Cloud State (en) - Tommies de Saint-Thomas (en) - Badgers du Wisconsin                            |
| ECAC Hockey | Hockey East |
| - Bears de Brown - Golden Knights de Clarkson - Raiders de Colgate - Big Red de Cornell - Big Green de Dartmouth - Crimson d'Harvard - Tigers de Princeton - Bobcats de Quinnipiac (en) - Engineers de Rensselaer - Skating Saints de St. Lawrence - Dutchwomen du Union College (en) - Bulldogs de Yale | - Eagles de Boston College - Terriers de Boston University - Huskies du Connecticut - Crusaders de Holy Cross (en) - Warriors de Merrimack (en) - Black Bears du Maine - Wildcats du New Hampshire - Huskies de Northeastern - Friars de Providence - Catamounts du Vermont |
| New England Women's Hockey Alliance (en) (NEWHA) | |
| - Greyhounds d'Assumption (en) - Ravens de Franklin Pierce (en) - Sharks de LIU (en) - Eagles de Post (en) - Pioneers de Sacred Heart (en) - Hawks de Saint-Anselm (en) - Purple Knights de Saint Michael's (en) - Skyhawks de Stonehill (en)                                                            | |

#### LeWomen's Frozen Four
Ce tour éliminatoire est une compétition annuelle impliquant huit équipes de division I et sept de division III. Les demi-finales et finales sont appelées les Women's Frozen Four, le surnom étant similaire à celui utilisé dans le championnat NCAA de hockey sur glace masculin. L'appellation est dérivée du terme anglophone de final four. Le format de la compétition a évolué avec les saisons : entre 2001 et 2004, il y a seulement quatre équipes impliquées avec une simple élimination des perdants et un tour de matchs de consolation. Depuis 2005, le format des quinze équipes est appliqué avec simple élimination.

#### Championnes de Division I
| Année | Champion                                      | Score                                         | Finaliste                                     | Lieu de la finale               | Aréna                 |
| ----- | --------------------------------------------- | --------------------------------------------- | --------------------------------------------- | ------------------------------- | --------------------- |
| 2001  | Bulldogs de Minnesota-Duluth (1)              | 4-2                                           | Skating Saints de St. Lawrence                | Minneapolis (Minnesota)         | Mariucci Arena        |
| 2002  | Bulldogs de Minnesota-Duluth (2)              | 3-2                                           | Bears de Brown                                | Durham (New Hampshire)          | Whittemore Center     |
| 2003  | Bulldogs de Minnesota-Duluth (3)              | 4-3 (2 P)                                     | Crimson d'Harvard                             | Duluth (Minnesota)              | DECC                  |
| 2004  | Golden Gophers du Minnesota (1)               | 6-2                                           | Crimson d'Harvard                             | Providence (Rhode Island)       | Dunkin' Donuts Center |
| 2005  | Golden Gophers du Minnesota (2)               | 4-3                                           | Crimson d'Harvard                             | Durham (New Hampshire)          | Whittemore Center     |
| 2006  | Badgers du Wisconsin (1)                      | 3-0                                           | Golden Gophers du Minnesota                   | Minneapolis (Minnesota)         | Mariucci Arena        |
| 2007  | Badgers du Wisconsin (2)                      | 4-1                                           | Minnesota-Duluth                              | Lake Placid (New York)          | Herb Brooks Arena     |
| 2008  | Bulldogs de Minnesota-Duluth (4)              | 4-0                                           | Badgers du Wisconsin                          | Duluth (Minnesota)              | DECC                  |
| 2009  | Badgers du Wisconsin (3)                      | 5-0                                           | Lakers de Mercyhurst (en)                     | Boston (Massachusetts)          | Agganis Arena         |
| 2010  | Bulldogs de Minnesota-Duluth (5)              | 3-2 (3OT)                                     | Big Red de Cornell                            | Minneapolis (Minnesota)         | Ridder Arena          |
| 2011  | Badgers du Wisconsin (4)                      | 4-1                                           | Terriers de Boston                            | Érié (Pennsylvanie)             | Louis J. Tullio Arena |
| 2012  | Golden Gophers du Minnesota (3)               | 4-2                                           | Badgers du Wisconsin                          | Duluth (Minnesota)              | Amsoil Arena          |
| 2013  | Golden Gophers du Minnesota (4)               | 6-3                                           | Terriers de Boston                            | Minneapolis (Minnesota)         | Ridder Arena          |
| 2014  | Golden Knights de Clarkson (1)                | 5-4                                           | Golden Gophers du Minnesota                   | Hamden (Connecticut)            | TD Bank Sports Center |
| 2015  | Golden Gophers du Minnesota (5)               | 4-1                                           | Crimson d'Harvard                             | Minneapolis (Minnesota)         | Ridder Arena          |
| 2016  | Golden Gophers du Minnesota (6)               | 3-1                                           | Eagles de Boston College                      | Durham (New Hampshire)          | Whittemore Center     |
| 2017  | Golden Knights de Clarkson (2)                | 3-0                                           | Badgers du Wisconsin                          | St. Charles (Missouri)          | Family Arena          |
| 2018  | Golden Knights de Clarkson (3)                | 2-1 (OT)                                      | Raiders de Colgate                            | Minneapolis (Minnesota)         | Ridder Arena          |
| 2019  | Badgers du Wisconsin (5)                      | 2-0                                           | Golden Gophers du Minnesota                   | Hamden (Connecticut)            | TD Bank Sports Center |
| 2020  | Non tenu en raison de la pandémie de Covid-19 | Non tenu en raison de la pandémie de Covid-19 | Non tenu en raison de la pandémie de Covid-19 | Boston (Massachusetts)          | Agganis Arena         |
| 2021  | Badgers du Wisconsin (6)                      | 2-1 (OT)                                      | Huskies de Northeastern                       | Érié (Pennsylvanie)             | Erie Insurance Arena  |
| 2022  | Buckeyes d'Ohio State (1)                     | 3-2                                           | Bulldogs de Minnesota-Duluth                  | College Township (Pennsylvanie) | Pegula Ice Arena      |
| 2023  | Badgers du Wisconsin (7)                      | 1-0                                           | Buckeyes d'Ohio State                         | Duluth (Minnesota)              | AMSOIL Arena          |
| 2024  | Buckeyes d'Ohio State (2)                     | 1-0                                           | Badgers du Wisconsin                          | Durham (New Hampshire)          | Whittemore Center     |
| 2025  | Badgers du Wisconsin (8)                      | 4-3 (OT)                                      | Buckeyes d'Ohio State                         | Minneapolis (Minnesota)         | Ridder Arena          |
| 2026  |                                               |                                               |                                               | College Township (Pennsylvanie) | Pegula Ice Arena      |

#### Championnes nationales les plus fréquentes
| No | État américain | Université                         | Nombre |
| -- | -------------- | ---------------------------------- | ------ |
| 1  | Minnesota      | Minnesota-Duluth (5) Minnesota (6) | 11     |
| 2  | Wisconsin      | Wisconsin                          | 8      |
| 3  | New York       | Clarkson                           | 3      |
| 4  | Ohio           | Ohio State                         | 2      |

#### Conférences les plus représentées dans le Frozen Four
La New England Women's Hockey Alliance, qui a commencé à jouer au cours de la saison 2018-2019, n'a pas encore fait jouer d'équipe dans le Frozen Four.
College Hockey America et Atlantic Hockey America sont répertoriés ensemble. Tous les derniers membres de CHA ont été inclus dans la fusion qui a créé l'AHA.
| Année | Hockey East                         | CHA/AHA    | ECAC                           | WCHA                                  |
| ----- | ----------------------------------- | ---------- | ------------------------------ | ------------------------------------- |
| 2001  | -                                   | -          | Dartmouth Harvard St. Lawrence | Minnesota-Duluth                      |
| 2002  | -                                   | Niagara    | Brown                          | Minnesota Minnesota-Duluth            |
| 2003  | -                                   | -          | Dartmouth Harvard              | Minnesota Minnesota-Duluth            |
| 2004  | -                                   | -          | Dartmouth Harvard St. Lawrence | Minnesota                             |
| 2005  | -                                   | -          | Dartmouth Harvard St. Lawrence | Minnesota                             |
| 2006  | New Hampshire                       | -          | St. Lawrence                   | Wisconsin Minnesota                   |
| 2007  | Boston College                      | -          | St. Lawrence                   | Wisconsin Minnesota-Duluth            |
| 2008  | New Hampshire                       | -          | Harvard                        | Wisconsin Minnesota-Duluth            |
| 2009  | -                                   | Mercyhurst | -                              | Wisconsin Minnesota-Duluth Minnesota  |
| 2010  | -                                   | Mercyhurst | Cornell                        | Minnesota-Duluth Minnesota            |
| 2011  | Boston College Université de Boston | -          | Cornell                        | Wisconsin                             |
| 2012  | Boston College                      | -          | Cornell                        | Wisconsin Minnesota                   |
| 2013  | Boston College Université de Boston | Mercyhurst | -                              | Minnesota                             |
| 2014  | -                                   | Mercyhurst | Clarkson                       | Wisconsin Minnesota                   |
| 2015  | Boston College                      | -          | Harvard                        | Wisconsin Minnesota                   |
| 2016  | Boston College                      | -          | Clarkson                       | Wisconsin Minnesota                   |
| 2017  | Boston College                      | -          | Clarkson                       | Wisconsin Minnesota                   |
| 2018  | -                                   | -          | Clarkson Colgate               | Wisconsin Ohio State                  |
| 2019  | Northeastern                        | -          | Clarkson                       | Minnesota Wisconsin                   |
| 2021  | Northeastern                        | -          | -                              | Minnesota-Duluth Ohio State Wisconsin |
| 2022  | Northeastern                        | -          | Yale                           | Minnesota-Duluth Ohio State           |
| 2023  | Northeastern                        | -          | -                              | Minnesota Ohio State Wisconsin        |
| 2024  | -                                   | -          | Clarkson Colgate               | Ohio State Wisconsin                  |
| 2025  | -                                   | -          | Cornell                        | Minnesota Ohio State Wisconsin        |

### Prix et honneurs individuels

#### Meilleure joueuse de Division I
Un prix est remis chaque année pour la meilleure joueuse du championnat de Division I, correspondant en anglais au titre de Most Oustanding Player.
| Année | Joueuse                                       | Université                                    |
| ----- | --------------------------------------------- | --------------------------------------------- |
| 2001  | Maria Rooth                                   | Minnesota-Duluth                              |
| 2002  | Kristy Zamora                                 | Brown                                         |
| 2003  | Caroline Ouellette                            | Minnesota-Duluth                              |
| 2004  | Krissy Wendell (en)                           | Minnesota                                     |
| 2005  | Natalie Darwitz                               | Minnesota                                     |
| 2006  | Jessie Vetter                                 | Wisconsin                                     |
| 2007  | Sara Bauer (en)                               | Wisconsin                                     |
| 2008  | Kim Martin                                    | Minnesota-Duluth                              |
| 2009  | Jessie Vetter                                 | Wisconsin                                     |
| 2010  | Emmanuelle Blais                              | Minnesota-Duluth                              |
| 2011  | Hilary Knight et Meghan Duggan                | Wisconsin                                     |
| 2012  | Noora Räty                                    | Minnesota                                     |
| 2013  | Noora Räty                                    | Minnesota                                     |
| 2014  | Jamie Lee Rattray                             | Clarkson                                      |
| 2015  | Hannah Brandt                                 | Minnesota                                     |
| 2016  | Sarah Potomak                                 | Minnesota                                     |
| 2017  | Cayley Mercer                                 | Clarkson                                      |
| 2018  | Shea Tiley                                    | Clarkson                                      |
| 2019  | Kristen Campbell                              | Wisconsin                                     |
| 2020  | Non tenu en raison de la pandémie de Covid-19 | Non tenu en raison de la pandémie de Covid-19 |
| 2021  | Makenna Webster                               | Wisconsin                                     |
| 2022  | Paetyn Levis                                  | Ohio State                                    |
| 2023  | Cami Kronish                                  | Wisconsin                                     |
| 2024  | Raygan Kirk                                   | Ohio State                                    |
| 2025  | Kirsten Simms                                 | Wisconsin                                     |

#### Prix Patty Kazmaier
Le prix Patty Kazmaier est attribué à la joueuse la plus remarquable du championnat NCAA de Division I. Le prix est remis lors du Frozen Four.

#### Équipe d'étoiles de Division I
- 2001

G-Tuula Puputti, Minnesota-Duluth
D-Brittny Ralph, Minnesota-Duluth
D-Isabelle Chartrand, St. Lawrence
A-Tammy Shewchuck, Harvard
A-Maria Rooth, Minnesota-Duluth
A-Amanda Sargeant, St. Lawrence
- 2002

G-Tania Pinelli, Niagara
D-Larissa Luther, Minnesota-Duluth
D-Kelly Stephens, Minnesota
A-Joanne Eustace, Minnesota-Duluth
A-Meredith Ostrander, Brown
A-Kristy Zamora, Brown
- 2003

G-Amy Ferguson, Dartmouth
D-Caroline Ouellette, Minnesota-Duluth
D-Angela Ruggiero, Harvard
A-Julie Chu, Harvard
A-Jenny Potter, Minnesota-Duluth
A-Hanne Sikio, Minnesota-Duluth
- 2004

G-Jody Horak, Minnesota
D-Allie Sanchez, Minnesota
D-Angela Ruggiero, Harvard
A-Krissy Wendell, Minnesota
A-Natalie Darwitz, Minnesota
A-Kelly Stephens, Minnesota
- 2005

G-Ali Boe, Harvard
D-Lyndsay Wall, Minnesota
D-Caitlin Cahow, Harvard
A-Krissy Wendell, Minnesota
A-Natalie Darwitz, Minnesota
A-Sarah Vaillancourt, Harvard
- 2006

G-Jessie Vetter, Wisconsin
D-Bobbi-Jo Slusar, Wisconsin
D-Ashley Albrecht, Minnesota
A-Jinelle Zaugg, Wisconsin
A-Bobbi Ross, Minnesota
A-Jennifer Hitchcock, New Hampshire
- 2007

G-Jessie Vetter, Wisconsin
D-Bobbi-Jo Slusar, Wisconsin
D-Meaghan Mikkelson, Wisconsin
A-Jinelle Zaugg, Wisconsin
A-Sara Bauer, Wisconsin
A-Jessica Koizumi, Minnesota-Duluth
- 2008

G—Kim Martin, Minn.-Duluth
D—Myriam Trépanier, Minnesota-Duluth
D—Heidi Pelttari, Minnesota-Duluth
A—Laura Fridfinnson, Minnesota-Duluth
A—Sara O’Toole, Minnesota-Duluth
A—Erika Lawler, Wisconsin
- 2009

G—Jessie Vetter, Wisconsin
D—Alycia Matthews, Wisconsi
D—Malee Windmeier, Wisconsin
A—Meghan Agosta, Mercyhurst
A—Hilary Knight, Wisconsin
A—Erika Lawler, Wisconsin
- 2010

G—Amanda Mazzotta, Cornell
D—Laura Fortino, Cornell
D—Lauriane Rougeau, Cornell
A—Laura Fridfinnson, Minnesota-Duluth
A—Emmanuelle Blais, Minnesota-Duluth
A—Jessica Wong, Minnesota-Duluth
- 2011

G—Molly Schaus, Boston College
D—Catherine Ward, Boston University
D—Alev Kelter, Wisconsin
A—Brooke Ammerman, Wisconsin
A—Carolyne Prévost, Wisconsin
A—Meghan Duggan, Wisconsin
- 2012

G— Noora Räty, Minnesota
D— Megan Bozek, Minnesota
D— Amanda Kessel, Minnesota
A— Carolyne Prévost, Wisconsin
A— Sarah Erickson, Minnesota
A— Brooke Ammerman, Wisconsin
Source

## Fonctionnement de la Division III

### Conférences et équipes de la Division III
| Colonial Hockey Conference (5) | Minnesota Intercollegiate Athletic Conference (10) (WCHA) |
| --- | --- |
| - Becker Hawks - Endicott Gulls - University of New England Nor'easters - Nichols Bison - Salve Regina Seahawks | - Augsburg Auggies - Bethel Royals - Concordia-Moorhead Cobbers - Gustavus Adolphus Golden Gusties - Hamline Pipers - Saint Benedict Bennies - St. Catherine Wildcats - St. Mary's (Minn.) Cardinals - St. Olaf Oles - St. Thomas Tommies |
| New England Hockey Conference (9) | New England Small College Athletic Conference (9) |
| - Castleton Spartans - Johnson and Wales Wildcats - New England College Pilgrims - Norwich Cadets - Plymouth State Panthers - Salem State Vikings - Southern Maine Huskies - Suffolk Rams - UMass Boston Beacons                                                                             | - Amherst Mammoths - Bowdoin Polar Bears - Colby White Mules - Connecticut College Camels - Hamilton Continentals - Middlebury Panthers - Williams Ephs - Wesleyan Cardinals - Trinity Bantams                                            |
| Northeast Women’s Hockey League (7) | Women's Northern Collegiate Hockey Association (9) |
| - Buffalo State Bengals - Plattsburgh State Cardinals - Morrisville State Mustangs - SUNY Canton Kangaroos - Oswego State Lakers - Cortland Red Dragons - Potsdam Bears | - Adrian Bulldogs - Aurora Spartans - Finlandia Lions - Lake Forest Foresters - Marian Sabres - St. Norbert Green Knights - St. Scholastica Saints - Trine Thunder - Concordia Falcons                                                    |
| United Collegiate Hockey Conference (12) | |
| - Alvernia Golden Wolves - Chatham Cougars - Elmira Soaring Eagles - King's College Monarchs - Lebanon Valley Flying Dutchmen - Manhattanville Valiants - Nazareth Golden Flyers - Neumann Knights - Stevenson Mustangs - Utica Pioneers - Wilkes University Colonels - William Smith Herons | |

### Équipes championnes dans la Division III
| Année | Champion                                      | Score                                         | Finaliste                                     |
| ----- | --------------------------------------------- | --------------------------------------------- | --------------------------------------------- |
| 2002  | Elmira College                                | 2-1                                           | Manhattanville College (en)                   |
| 2003  | Elmira College (2)                            | 5–1                                           | Manhattanville College                        |
| 2004  | Middlebury College                            | 2–1                                           | Université du Wisconsin                       |
| 2005  | Middlebury College (2)                        | 4–3                                           | Elmira College                                |
| 2006  | Middlebury College (3)                        | 3–1                                           | Plattsburgh State University (en)             |
| 2007  | Plattsburgh State University (en)             | 2–1                                           | Middlebury College                            |
| 2008  | Plattsburgh State University (2)              | 3–2                                           | Manhattanville College                        |
| 2009  | Amherst College                               | 4–3 (P)                                       | Elmira College                                |
| 2010  | Amherst College (2)                           | 4-1                                           | Université Norwich                            |
| 2011  | Cadets de Norwich                             | 5-2                                           | Tigers du Rochester Institute of Technology   |
| 2012  | Tigers du Rochester Institute of Technology   | 4-1                                           | Cadets de Norwich                             |
| 2013  | Elmira College (3)                            | 1-0                                           | Middlebury College                            |
| 2014  | Plattsburgh State University (4)              | 9-2                                           | Cadets de Université Norwich                  |
| 2015  | Plattsburgh State University (5)              | 3-2                                           | Elmira College                                |
| 2016  | Plattsburgh State University (6)              | 5-1                                           | Wisconsin–River Falls                         |
| 2017  | Plattsburgh State University (7)              | 4-3 (OT)                                      | Adrian College (en)                           |
| 2018  | Cadets de Norwich (2)                         | 2-1                                           | Elmira College                                |
| 2019  | Cardinals de Plattsburgh State (8)            | 4-0                                           | Pipers d'Hamline                              |
| 2020  | Non tenu en raison de la pandémie de Covid-19 | Non tenu en raison de la pandémie de Covid-19 | Non tenu en raison de la pandémie de Covid-19 |
| 2021  | Non tenu en raison de la pandémie de Covid-19 | Non tenu en raison de la pandémie de Covid-19 | Non tenu en raison de la pandémie de Covid-19 |
| 2022  | Panthers de Middlebury (4)                    | 3-2 (OT)                                      | Gusties de Gustavus Adolphus                  |
| 2023  | Gusties de Gustavus Adolphus                  | 2-1 (3OT)                                     | Mammoths d'Amherst                            |
| 2024  | Falcons de Wisconsin-River Falls              | 4-1                                           | Soaring Eagles d'Elmira                       |

### Prix et honneurs individuels

#### Prix Laura Hurd
Le prix Laura Hurd est attribué à la meilleure joueuse dans la Division III.
| Année | Champion                                      | Score                                         | Finaliste                                     |
| ----- | --------------------------------------------- | --------------------------------------------- | --------------------------------------------- |
| 2000  | Sylvia Ryan                                   | Middlebury                                    | Attaquante                                    |
| 2001  | Michelle Labbe                                | Middlebury                                    | Attaquante                                    |
| 2002  | Sarah Moe                                     | Gustavus Adolphus                             | Attaquante                                    |
| 2003  | Angela Kapus                                  | Middlebury                                    | Attaquante/Défenseur                          |
| 2004  | Molly Wasserman                               | Williams                                      | Attaquante                                    |
| 2005  | Laura Hurd                                    | Elmira                                        | Attaquante                                    |
| 2006  | Emily Quizon                                  | Middlebury                                    | Attaquante                                    |
| 2007  | Andrea Peterson                               | Gustavus Adolphus                             | Défenseur                                     |
| 2008  | Danielle Blanchard                            | Plattsburgh                                   | Attaquante                                    |
| 2009  | Kayla Coady                                   | Elmira                                        | Attaquante                                    |
| 2010  | Isabel Iwachiw                                | Trinity                                       | Gardienne de but                              |
| 2011  | Sarah Dagg                                    | Tigers du Rochester Institute of Technology   | Attaquante                                    |
| 2012  | Julie Fortier                                 | Université Norwich                            | Attaquante                                    |
| 2013  | Teal Gove                                     | Plattsburgh                                   | Attaquante                                    |
| 2014  | Sydney Aveson                                 | Plattsburgh                                   | Gardienne de but                              |
| 2015  | Ashley Ryan                                   | Elmira                                        | Attaquante                                    |
| 2016  | Michelle Greeneway                            | Lake Forest                                   | Attaquante                                    |
| 2017  | Dani Sibley                                   | Wisconsin–River Falls                         | Attaquante                                    |
| 2018  | Melissa Sheeran                               | Plattsburgh                                   | Attaquante                                    |
| 2019  | Bre Simon                                     | Hamline                                       | Attaquante                                    |
| 2020  | Amanda Conway                                 | Norwich                                       | Attaquante                                    |
| 2021  | Non tenu en raison de la pandémie de Covid-19 | Non tenu en raison de la pandémie de Covid-19 | Non tenu en raison de la pandémie de Covid-19 |
| 2022  | Callie Hoff                                   | Wisconsin-River Falls                         | Attaquante                                    |
| 2023  | Darcie Matson                                 | Aurora                                        | Attaquante                                    |
| 2024  | Maddie McCollins                              | Wisconsin-River Falls                         | Attaquante                                    |